# Demolirer-Polka

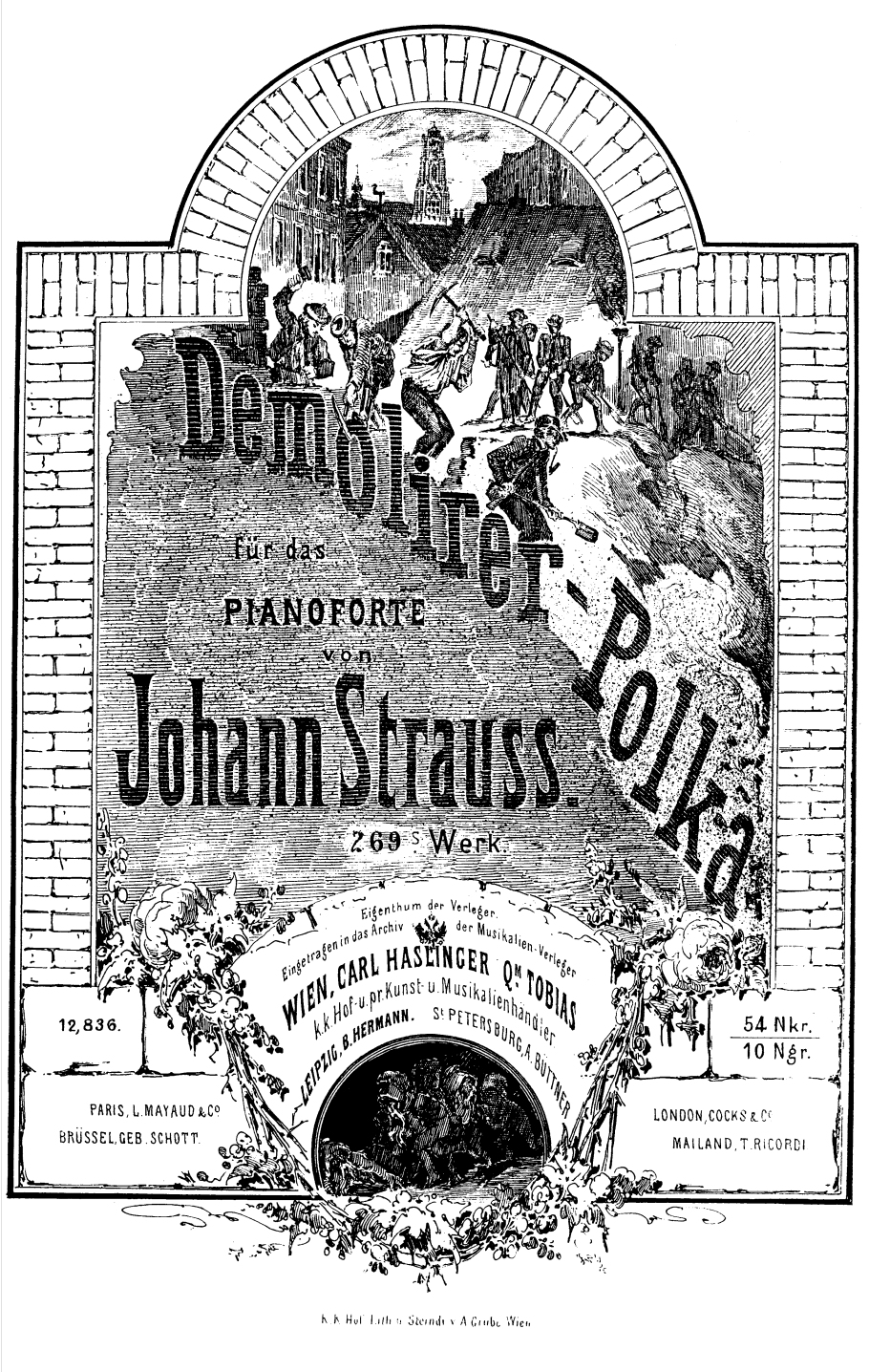
Demolirer-Polka (Bearbeitung für das Klavier, Deckblatt)

Die Demolirer-Polka ist eine Polka-française von Johann Strauss Sohn (op. 269). Das Werk wurde am 22. November 1862 im  Tanzlokal Zum Sperl in Wien erstmals aufgeführt.

## Einzelnachweis
1. ↑  Quelle: Englische Version des Booklets (Seite 41) in der 52 CDs umfassenden Gesamtausgabe der Orchesterwerke von Johann Strauß (Sohn), Hrsg. Naxos (Label). Das Werk ist als sechster Titel auf der 13. CD zu hören.